# Сан Пјетро (Напуљ)
Сан Пјетро је насеље у Италији у округу Напуљ, региону Кампанија.
Према процени из 2011. у насељу је живело 585 становника. Насеље се налази на надморској висини од 127 м.